# Соснове Болото
Соснове Болото (біл. вёска Сасновае Балота) — село в складі Березинського району Мінської області, Білорусь. Село підпорядковане Поплавській сільській раді, розташоване в східній частині області.